# أونا ديمون
أونا ديمون (بالإنجليزية: Una Damon)‏ هي ممثلة كوريا الجنوبية وأمريكية، ولدت في 1964 في كوريا الجنوبية.

## أعمال

### أفلام
- (1998) ارتفاع عميق[4]

## وصلات خارجية
- أونا ديمون على موقع IMDb (الإنجليزية)
- أونا ديمون على موقع ألو سيني (الفرنسية)
- أونا ديمون على موقع أول موفي (الإنجليزية)
- أونا ديمون على موقع قاعدة بيانات الأفلام السويدية (السويدية)
- أونا ديمون على موقع قاعدة بيانات الفيلم (الإنجليزية)
- أونا ديمون على موقع كينوبويسك (الروسية)